# Luxemburg i olympiska vinterspelen 1994
Luxemburg deltog med en deltagare vid de olympiska vinterspelen 1994 i Lillehammer.  Landets deltagare erövrade ingen medalj.